# Schizomavella pedicellata
Schizomavella pedicellata is een mosdiertjessoort uit de familie van de Bitectiporidae. De wetenschappelijke naam van de soort is, als Schizosmittina pedicellata, voor het eerst geldig gepubliceerd in 1995 door Soule, Soule & Chaney.